# Брюнина, Мира Васильевна
Ми́ра Васи́льевна Брю́нина (16 сентября 1951, Москва) — советская гребчиха, серебряный призёр Олимпийских игр.

## Карьера
На Олимпиаде в Монреале Мира в составе парной четвёрки с рулевым вместе с Галиной Ермолаевой, Ларисой Поповой, Анной Кондрашиной и Надеждой Чернышовой завоевала серебряную медаль.